# 赫拉克勒斯的十二項試煉
赫拉克勒斯的十二項試煉（Labours of Heracles，又被稱為十二項偉業、十二項任務）是希臘神話英雄赫拉克勒斯被賦予在身的十二項考驗。
赫拉克勒斯因為被天后赫拉詛咒，失去理智而殺死了自己的妻子邁加拉與孩子。為了贖罪，他前往德爾菲請求神諭，德爾菲神廟的皮媞亞告訴他他必須前往梯林斯，為國王歐律斯透斯效勞十二年。
歐律斯透斯命令赫拉克勒斯完成的十二項任務為：
1. 殺死涅墨亚狮子
2. 除掉勒拿九頭蛇
3. 活捉刻律涅牝鹿
4. 活捉厄律曼托斯山的野豬
5. 一天之內完成清理奧革阿斯的牛棚
6. 射殺斯廷法洛斯湖怪鳥
7. 活捉克里特公牛
8. 偷走狄俄墨得斯牝馬
9. 取得女王希波呂忒的腰帶
10. 取得怪物革律翁的牛隻
11. 偷走三顆赫斯珀里得斯看守的金蘋果
12. 活捉並帶回地獄犬刻耳柏洛斯

需要注意的是，歐律斯透斯起初命令赫拉克勒斯的任務僅有前十項；由於歐律斯透斯不承認其中第二項（在除掉勒拿九頭蛇的過程中他有得到伊奧勞斯的幫助）以及第五項（在清理奧革阿斯的牛棚後他有獲得酬勞），因此才追加了最後兩項任務。